# Atrichopogon sequax
Atrichopogon sequax är en tvåvingeart som först beskrevs av Samuel Wendell Williston  1896.  Atrichopogon sequax ingår i släktet Atrichopogon och familjen svidknott. Inga underarter finns listade i Catalogue of Life.